# Ilario Casolani
Ilario Casolani (auch als Ilario Casolano erwähnt, * 1588 in Siena; † 14. Mai 1661 ebenda [in seinem Haus Nahe der Kirche San Sebastiano in Vallepiatta]) war ein italienischer Maler, der hauptsächlich in Siena aktiv war.

## Leben
Er wurde 1588 als Sohn des Alessandro Casolani und seiner Frau Aurelia Rustici (Tochter des Malers Lorenzo Rustici (1512–1572)) geboren. Sein Bruder war der sechs Jahre ältere Maler Cristoforo Casolani (auch Cristofano genannt, ca. 1582–1622), mit dem er und seine Werke oft verwechselt und teilweise sogar gleichgesetzt wurden.

„Da Baglione angibt, daß C. der Sohn eines Alessandro C. war, von sienesischen Quellen Ilario C. […] als Sohn des Malers Alessandro genannt wird, dieselben Werke (so z. B. die Fresken in Madonna dei Monti, Rom) bald Cristofano, bald Ilario zugeschrieben werden, und endlich von beiden gesagt wird, daß sie Schüler Pomarancios waren, ist es nicht unmöglich, daß Cristofano und Ilario nur eine Person sind.“

Seine Ausbildung als Maler erhielt er von seinem Vater und von seinem Onkel, Vincenzo Rustici. Am 1. Oktober 1606 trat er der Compagnia laicale dei disciplinati sotto le volte dello Spedale von Santa Maria della Scala bei. Eine Reise nach Rom wurde 1620 dokumentiert, doch bereits ein Jahr später wurde er in San Quirico d’Orcia als Maler aktiv, wo er im heute nicht mehr existenten Konvent von San Francesco das Fresko Visione di San Francesco hinterließ. Im Jahre 1626 nahm er mit Bernardino Capitelli, Giovan Paolo Pisani, Simondio Salimbeni und Niccolò Tornioli am Zirkel Tavola del Crocefisso teil, um das Oratorio di San Rocco in Siena zu gestalten. Er starb am 14. Mai 1661 in seinem Haus in Vallepiatta (liegt in der Contrada Selva (Wald)) in Siena. Er hinterließ seinen Sohn, Giuseppe d’Ilario Casolani (* 1633 in Siena; † 2. September 1670 wahrscheinlich ebd.), der auch Maler wurde.

## Werke (Auswahl)
- Grosseto, Museo Archeologico e d’Arte della Maremma e Museo Diocesano d’Arte Sacra:
  - Madonna col Bambino in gloria e i Santi Cipriano, Sebastiano, Lorenzo e Rocco (Leinwandgemälde, 274 × 160 cm, 1630 entstanden, war früher in der Kathedrale San Lorenzo in Grosseto ausgestellt)[5]
  - Porta Murata (Gemälde aus dem Jahr 1630, welches das Stadttor Porta Murata zeigt, war früher in der Kapelle der Sakristei der Kathedrale San Lorenzo in Grosseto ausgestellt)[6]
- Montefollonico, Chiesa di San Sigismondo: Madonna col Bambino e cinque santi
- Montepulciano, Chiesa del Gesù: Deposizione (Leinwandgemälde, zugeschrieben)
- Montieri, Pieve dei Santi Paolo e Michele: Annunciazione[7]
- San Quirico d’Orcia, Convento di San Francesco: Visione di San Francesco (Fresko, 1621 entstanden)
- Siena, Basilica di San Francesco: Annunciazione (mit seinem Vater entstanden)
- Siena, Chiesa di San Martino: Crocifissione dei quaranta martiri (Leinwandgemälde, zugeschrieben)
- Siena, Chiesa di San Niccolò in Sasso: Giudizio finale (Leinwandgemälde, 1629 entstanden)
- Siena, Chiesa di San Pietro a Paterno (ca. 3 km außerhalb nahe der Arbia): Madonna col Bambino e i SS. Caterina, Giuseppe, Bernardino, Francesco, Carlo Borromeo, Pietro e il beato Ambrogio Sansedoni (Leinwandgemälde, 1618 entstanden, zugeschriebenes Werk durch Romagnoli).[8]
- Siena, Museo delle Biccherne, Staatsarchiv Siena im Palazzo Piccolomini: Quaranta Martiri (Leinwandgemälde)
- Siena, Museo Diocesano di Arte Sacra (Oratorio di San Bernardino), Saal 6: Madonna del Rosario[9]
- Siena, Oratorio di San Rocco: San Carlo Borromeo (Leinwandgemälde, 1629 entstanden)
- Siena, Santuario di Santa Caterina: Restaurierungsarbeiten (1634)